# Copa del Emperador 2020
La Copa del Emperador 2020 (Japonés: 天皇杯 JFA 第100回全日本サッカー選手権大会) fue la 100.ª edición de esta competición anual de la Copa del Emperador. Inició el 16 de septiembre de 2020 con la primera ronda y finalizó el 1 de enero de 2021 en el estadio Olímpico de Tokio. El campeón se clasificó a la Supercopa de Japón 2022 y la Liga de Campeones de la AFC 2022.
En primera instancia el número de equipos fue reducido a 50 debido a la pandemia de COVID-19 y luego aumentado a 52. Los campeones 2020 de la J2 y la J3 ingresaron en los cuartos de final, mientras que los mejores dos equipos de la J1 League 2020 lo hicieron en semifinales. El campeón defensor era Vissel Kobe, que no pudo participar del torneo al no terminar entre los mejores dos ubicados.
Kawasaki Frontale se consagró campeón por primera vez del torneo tras derrotar en la final a Gamba Osaka.

## Calendario
El calendario fue anunciado el 18 de junio de 2020.
| Etapa            | Fechas                          | Número de equipos participantes | Clubes entrantes en esta ronda                                   |
| ---------------- | ------------------------------- | ------------------------------- | ---------------------------------------------------------------- |
| Primera ronda    | 16 de septiembre                | 32 → 16                         | - 32: ganadores de copas prefecturales                           |
| Segunda ronda    | 23-30 de septiembre             | 16+15+1 → 16                    | - 15: ganadores de copas prefecturales - 1: mejor equipo amateur |
| Tercera ronda    | 28 de octubre - 11 de noviembre | 16 → 8                          |                                                                  |
| Cuarta ronda     | 13 de diciembre                 | 8 → 4                           |                                                                  |
| Quinta ronda     | 20 de diciembre                 | 4 → 2                           |                                                                  |
| Cuartos de final | 23 de diciembre                 | 2+2 → 2                         | - Campeón: J2 League 2020 - Campeón: J3 League 2020              |
| Semifinales      | 27 de diciembre                 | 2+2 → 2                         | - Dos mejores clubes: J1 League 2020                             |
| Final            | 1 de enero de 2021              | 2 → 1                           |                                                                  |

## Primera ronda
| Equipo 1                                           | Resultado    | Equipo 2                           |
| -------------------------------------------------- | ------------ | ---------------------------------- |
| Sony Sendai FC                                     | 3–0          | Saruta Kogyo Soccer Club           |
| Iwaki FC                                           | 4–0          | Oyama Soccer Club                  |
| ReinMeer Aomori FC                                 | 2–1          | Sapporo University Soccer Club     |
| Universidad de Tsukuba                             | 2–0          | Universidad Internacional de Tokio |
| Toin University of Yokohama FC                     | 4–2          | Yamanashi Gakuin University        |
| Tonan Maebashi                                     | 2–3          | Vonds Ichihara                     |
| Tokyo Musashino United FC                          | 3–3 (5–4 p.) | Tochigi City FC                    |
| Kanazawa Seiryo University                         | 1–2          | Toyama Shinjo Club                 |
| FC Maruyasu Okazaki                                | 3–2          | Suzuka Point Getters               |
| Cento Cuore Harima                                 | 1–1 (2–4 p.) | MIO Biwako Shiga                   |
| Ococias Kyoto AC                                   | 0–1          | Nara Club                          |
| Yonago Genki SC                                    | 0–5          | FC Kagura Shimane                  |
| Kumamoto Teachers SC                               | 0–0 (1–3 p.) | Universidad de Fukuoka             |
| Instituto Nacional de Fitness y Deportes en Kanoya | 1–0          | Okinawa SV                         |
| EV Internacional                                   | 0–4          | MD Nagasaki                        |
| Verspah Oita                                       | 2–2 (5–4 p.) | Tegevajaro Miyazaki                |

## Segunda ronda
| Equipo 1                                 | Resultado | Equipo 2                                           |
| ---------------------------------------- | --------- | -------------------------------------------------- |
| Fuji University                          | 3–2       | Sony Sendai FC                                     |
| Iwaki FC                                 | 0–3       | ReinMeer Aomori FC                                 |
| Universidad de Tsukuba                   | 4–3       | Toin University of Yokohama FC                     |
| Vonds Ichihara                           | 2–3       | Tokyo Musashino City FC                            |
| Niigata University of Health and Welfare | 3–0       | Artista Asama                                      |
| Fukui United FC                          | 2–1       | Toyama Shinjo Club                                 |
| Honda FC                                 | 2–1       | Tokoha University                                  |
| Nagara Club                              | 0–4       | FC Maruyasu Okazaki                                |
| Arterivo Wakayama                        | 1–0       | MIO Biwako Shiga                                   |
| FC Tiamo Hirakata                        | 1–0       | Nara Club                                          |
| Fukuyama City FC                         | 1–0       | FC Baleine Shimonoseki                             |
| Mitsubishi Mizushima FC                  | 1–0       | Matsue City FC                                     |
| Kochi United SC                          | 2–1       | Takamatsu University                               |
| FC Tokushima                             | 5–0       | Matsuyama University                               |
| Fukuoka University                       | 1–4       | Instituto Nacional de Fitness y Deportes en Kanoya |
| MD Nagasaki                              | 0–2       | Verspah Oita                                       |

## Tercera ronda
| Equipo 1                                           | Resultado | Equipo 2                  |
| -------------------------------------------------- | --------- | ------------------------- |
| Fuji University                                    | 1–2       | ReinMeer Aomori FC        |
| Universidad de Tsukuba                             | 3–2       | Tokyo Musashino United FC |
| Niigata University of Health and Welfare           | 0–2       | Fukui United FC           |
| Honda FC                                           | 1–0       | FC Maruyasu Okazaki       |
| Arterivo Wakayama                                  | 3–2       | FC Tiamo Hirakata         |
| Fukuyama City FC                                   | 2–0       | Mitsubishi Mizushima FC   |
| Kochi United SC                                    | 2–1       | FC Tokushima              |
| Instituto Nacional de Fitness y Deportes en Kanoya | 1–2       | Verspah Oita              |

## Cuarta ronda
| Equipo 1               | Resultado | Equipo 2           |
| ---------------------- | --------- | ------------------ |
| Fukui United FC        | 2–1       | ReinMeer Aomori FC |
| Fukuyama City FC       | 2–1       | Arterivo Wakayama  |
| Verspah Oita           | 0–1       | Honda FC           |
| Universidad de Tsukuba | 3–2       | Kochi United SC    |

## Quinta ronda
| Equipo 1        | Resultado | Equipo 2               |
| --------------- | --------- | ---------------------- |
| Fukui United FC | 0–3       | Fukuyama City FC       |
| Honda FC        | 2–1       | Universidad de Tsukuba |

## Cuartos de final
| Equipo 1         | Resultado | Equipo 2         |
| ---------------- | --------- | ---------------- |
| Blaublitz Akita  | 3–1       | Fukuyama City FC |
| Tokushima Vortis | 3–0       | Honda FC         |

## Semifinales
| Equipo 1          | Resultado | Equipo 2         |
| ----------------- | --------- | ---------------- |
| Kawasaki Frontale | 2–0       | Blaublitz Akita  |
| Gamba Osaka       | 3–0       | Tokushima Vortis |

## Final
| Equipo 1          | Resultado | Equipo 2    |
| ----------------- | --------- | ----------- |
| Kawasaki Frontale | 1–0       | Gamba Osaka |

|                                       |
| Bandera de Japón                      |
| Campeón Kawasaki Frontale 1.er título |